# Torreón de Santa María del Otero
El torreón de Santa María de Otero es un torreón románico en ruinas, de una antigua ermita, de la que queda en pie solamente el torreón del campanario, y habiendo en lo que  en su día fue la planta de la ermita, unos huecos excavados en la roca caliza que  correspondieron a sepulturas. Está situado en lo alto del cerro que divide las confluencias del arroyo de las Collalbillas y del Mondajos, a 869 metros de altitud, en el término de Lovingos, municipio de Cuéllar, provincia de Segovia, comunidad autónoma de Castilla y León, España.
En sus alrededores se encuentran varias tumbas y restos arqueológicos medievales que dan testimonio de la antigua importancia del lugar.